# Interstate 595 (Floride)
Pour les articles homonymes, voir Interstate 595.
L'interstate 595 (I-595) est une autoroute inter-États de l'état de la Floride. Elle relie l'I-75 et l'Alligator Alley à la ville de Fort Lauderdale et à son aéroport, l'Aéroport international de Fort Lauderdale-Hollywood. D'une longueur de 20,70 kilomètres (12,86 miles), elle est aussi appelée la Port Everglades Expressway, puisqu'elle relie le grand Miami au Port Everglades, un des principaux ports de Miami. Durant son trajet ouest / est, elle croise plusieurs axes importants nord/sud de l'agglomération, dont le Florida's Turnpike et l'I-95.

## Description du tracé
Le terminus ouest de l'I-595 est situé à l'ouest de la ville de Sunrise, dans un échangeur avec l'I-75 et la SR 869. Tandis que l'I-75 bifurque vers le sud à l'échangeur, la section autoroutière qui se poursuit vers l'est est l'I-595.

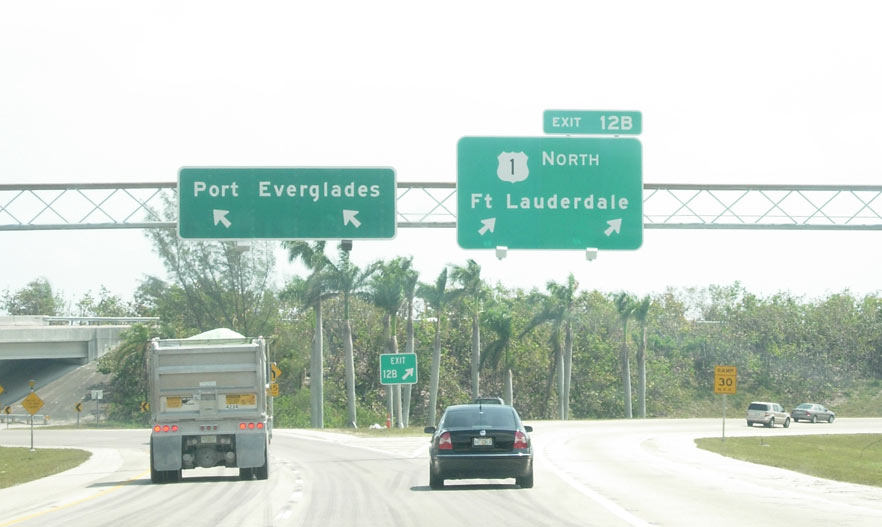
Le terminus est de l'Interstate 595, à la hauteur de la sortie 12 avec la U.S. Route 1.

L'autoroute se dirige d'abord vers l'est-sud-est sur une distance de 8 miles, en ne possédant aucune courbe. Elle passe notamment au sud de la ville de Plantation et au nord de Davie. Au mile 8, elle croise le Florida's Turnpike ainsi que la US 441, en chevauchement avec la SR 7, vers Lauderdale Lakes. L'I-595 se dirige ensuite tout droit vers l'est en croisant l'I-95, vers le centre de Miami et vers Daytona Beach. Elle devient ensuite une autoroute surélevée pour ses deux derniers miles alors qu'elle passe juste au nord de l'Aéroport international de Fort Lauderdale-Hollywood. Au mile 12, elle possède un vaste échangeur avec la US Route 1, vers le centre de Fort Lauderdale et d'Hollywood. Cet échangeur est le terminus est de l'I-595. La route se poursuit en tant qu'Eller Drive vers le port Everglades.

## Historique

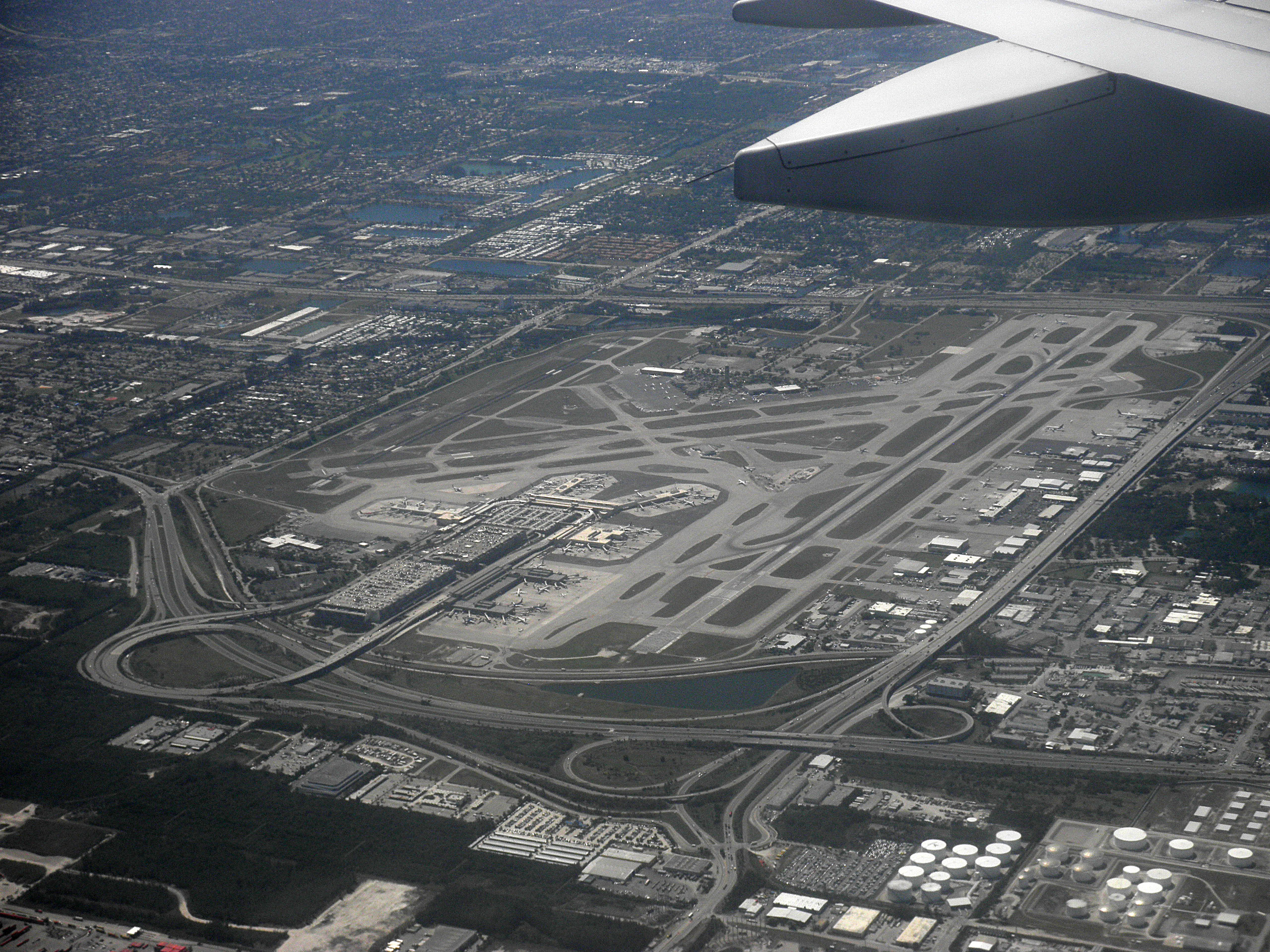
L'aéroport international de Fort Lauderdale-Hollywood, terminus est de l'Interstate 595. L'autoroute est visible en avant-plan à droite.

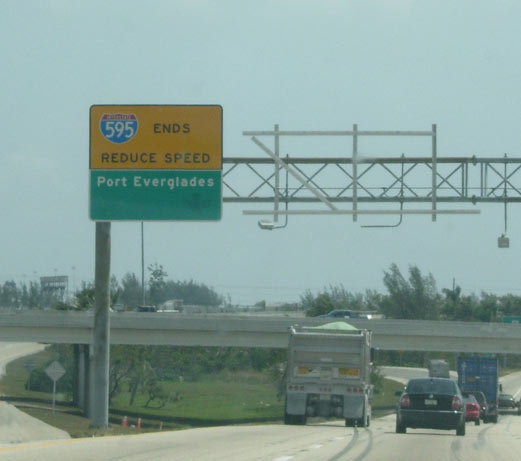
Le terminus est de l'Interstate 595, avant sa jonction avec la US 1.

L'I-595 est née d'un plan autoroutier entre le port Everglades et l'Alligator Alley, d'abord conçu en 1969. En 1974, lorsque le tracé de l'I-75 fut changé pour qu'elle passe sur l'Alligator Alley, vers Naples, il fut proposé de construite une autoroute en prolongement, ce qui devait être les miles les plus au sud de l'I-75. Cependant, lorsque le terminus sud de l'I-75 fut déplacé vers le sud, à Hialeah, vers la fin des années 1990, la construction de la Trans-Broward Expressway (actuelle I-595) fut retardée.
Au début des années 1980, l'I-595 fut planifiée pour être une autoroute avec quelques segments à péage, pour couvrir les coûts de sa construction. Lorsque la construction débuta le 26 juillet 1984, les péages furent annulés, et cela ne modifia presque pas l'alignement de l'autoroute. La première section à ouvrir, entre l'I-75 et Hiatus Road, ouvrit en mai 1988, en plus de la section entre le Florida's Turnpike et la US 1, qui ouvrit quant à elle le 24 février 1989. La dernière section, reliant les deux sections précédentes, ouvrit le 21 octobre 1989. L'autoroute fut désignée l'Interstate 595 le 11 juin 1990, et l'échangeur avec l'I-95 fut complété le 22 mars 1991, le dernier échangeur à être construit.
La portion entre l'I-95 et la U.S. Route 1 fut construite sur un vieux pont ferroviaire relié au port Everglades.
L'I-595 apparaît comme une autoroute auxiliaire de l'I-75, mais l'Alligator Alley fut désignée et complétée en 1993, faisant en sorte que la seule autoroute inter-États qu'elle croisait à son ouverture était l'I-95, d'où sa numérotation.

## Liste des sorties
| Interstate 595            |                                                 |       |       |        |                                                                             |                                                                |
| Comté                     | Municipalité                                    | mi    | km    | Sortie | Intersections / Destinations                                                | Notes                                                          |
| Broward                   | Tripoint Sunrise–Weston– Davie                  | 0,00  | 0,00  | —      | I-75 – Miami, Naples                                                        | Sortie 19 de l'I-75                                            |
| Broward                   | Tripoint Sunrise–Weston– Davie                  | 0,00  | 0,00  | —      | SR 84 (en) ouest / Weston Road                                              | Sortie direction ouest, entrée direction est                   |
| Broward                   | Tripoint Sunrise–Weston– Davie                  | 0,00  | 0,00  | —      | SR 869 nord (Sawgrass Expressway) – Coral Springs                           |                                                                |
| Broward                   | Tripoint Sunrise–Weston– Davie                  | 0,00  | 0,00  | —      | I-595 Express est                                                           | Terminus ouest des voies express                               |
| Broward                   | Limite Davie–Plantation                         | 0,57  | 0,92  | 1      | Southwest 136th Avenue                                                      | Sortie direction ouest, entrée direction est                   |
| Broward                   | Limite Davie–Plantation                         | 0,53  | 0,85  | —      | I-595 Express est vers Florida's Turnpike / I-95 – Aéroport                 | Sortie et entrée pour desservir SR 869                         |
| Broward                   | Limite Davie–Plantation                         | 1,15  | 1,84  | 2      | SR 823 (en) (Flamingo Road)                                                 |                                                                |
| Broward                   | Limite Davie–Plantation                         | 2,05  | 3,30  | 3      | Hiatus Road                                                                 |                                                                |
| Broward                   | Limite Davie–Plantation                         | 3,45  | 5,56  | 4      | Nob Hill Road                                                               |                                                                |
| Broward                   | Limite Davie–Plantation                         | 4,25  | 6,84  | 5      | Pine Island Road                                                            |                                                                |
| Broward                   | Limite Davie–Plantation                         | 5,50  | 8,86  | 6      | SR 817 (en) (University Drive)                                              |                                                                |
| Broward                   | Limite Davie–Plantation                         | 6,09  | 9,80  | 7      | Davie Road                                                                  |                                                                |
| Broward                   | Limite Davie–Plantation                         | 6,97  | 11,22 | 8      | SR 84 (en) ouest                                                            | Sortie direction ouest, entrée direction est                   |
| Broward                   | Limite Davie–Plantation                         | 7,34  | 11,81 | 8      | Florida's Turnpike – Orlando, Miami                                         | Sortie 54-54X du Florida's Turnpike                            |
| Broward                   | Limite Davie–Plantation                         | 8,08  | 13,00 | —      | I-595 Express ouest vers I-75 / SR 869                                      | Terminus est des voies express                                 |
| Broward                   | Tripoint Davie–Fort Lauderdale– Broadview Park  | 8,41  | 13,53 | 9      | US 441                                                                      | Indiqué sortie 9A (nord) et 9B (sud)                           |
| Broward                   | Tripoint Davie–Fort Lauderdale– Broadview Park  | 8,33  | 13,40 | 9C     | SR 84 (en) est (Marina Mile Boulevard)                                      | Sortie direction est, entrée direction ouest                   |
| Broward                   | Tripoint Fort Lauderdale–Hollywood– Dania Beach | 10,37 | 16,69 | 10     | I-95 – Fort Lauderdale, West Palm Beach, Miami                              | Indiqué sortie 10A (nord) et 10B (sud); sortie 24-26 de l'I-95 |
| Broward                   | Tripoint Fort Lauderdale–Hollywood– Dania Beach | 12,54 | 20,19 | 12A    | US 1 sud – Dania Beach, Aéroport international de Fort Lauderdale-Hollywood | Sortie direction est, entrée direction ouest                   |
| Broward                   | Tripoint Fort Lauderdale–Hollywood– Dania Beach | 12,54 | 20,19 | 12B    | US 1 nord – Fort Lauderdale                                                 | Sortie direction est, entrée direction ouest                   |
| Broward                   | Tripoint Fort Lauderdale–Hollywood– Dania Beach | 12,54 | 20,19 | 12C    | Northeast 7th Avenue – Aéroport international de Fort Lauderdale-Hollywood  | Sortie direction est, entrée direction ouest                   |
| Broward                   | Tripoint Fort Lauderdale–Hollywood– Dania Beach | 12,86 | 20,70 | 12D    | McIntosh Road / Eller Drive – Port Everglades                               | Intersection à niveau                                          |
| - Péage - Accès incomplet |                                                 |       |       |        |                                                                             |                                                                |